# كرتسم
كُرتِسم أو (نقحرة: كورتيسم) (بالإنجليزية: Kortessem) هي بلدية تقع في مقاطعة ليمبورغ قرب مدينة هَسِلت ببلجيكا. تعرف كُرتِسم كثافة سكانية تقدر ب238 فردا في الكيلومتر المربع, بحيث لا يتجاوز عدد سكانها 9,000 نسمة. وتبلغ مساحتها 33.90 كلم²
تتكون بلدية كُرتِسم من عدة بلديات فرعية وهي: كُرتِسم, غيغوفن و فليرمال, فليرمالروت إضافة لبلدية وينترشوفن

## صور

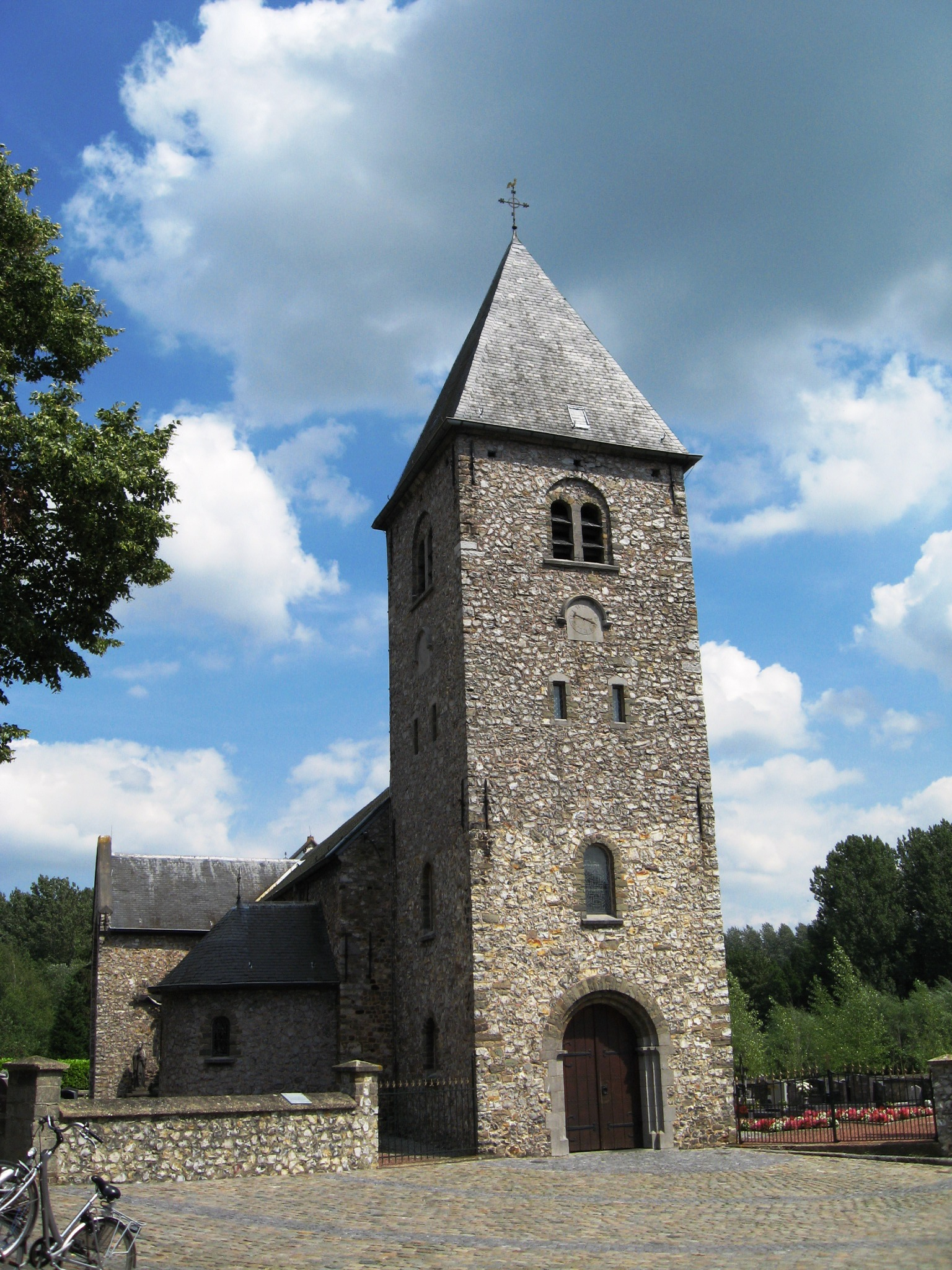
كنيسة سانت بيتر بشاينس في وينترشوفن, كورتيسم
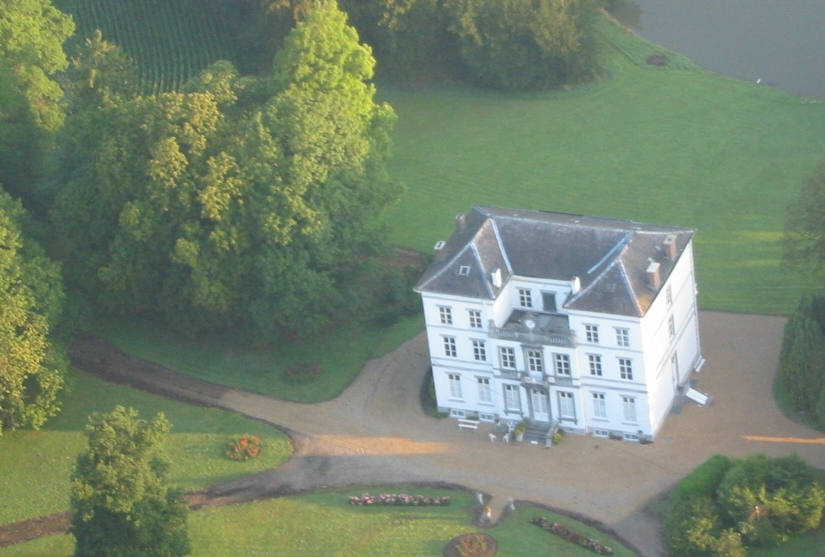
قلعة جونغنبوس, فليرمالروت